# Paulien Couckuyt
Paulien Couckuyt (* 19. Mai 1997 in Antwerpen) ist eine belgische Hürdenläuferin, die sich auf die 400-Meter-Distanz spezialisiert hat.

## Sportliche Laufbahn
Erste internationale Erfahrungen sammelte Paulien Couckuyt im Jahr 2013, als sie beim Europäischen Olympischen Jugendfestival in Utrecht mit der belgischen 4-mal-100-Meter-Staffel in 46,89 s die Bronzemedaille gewann. Bei den IAAF World Relays 2019 in Yokohama belegte sie mit der 4-mal-400-Meter-Staffel in 3:31,71 min den zweiten Platz im B-Finale belegte. Anschließend siegte sie dann bei den U23-Europameisterschaften in Gävle im 400-Meter-Hürdenlauf in 56,17 s die Goldmedaille und qualifizierte sich auch für die Weltmeisterschaften in Doha, bei denen sie mit 57,15 s in der ersten Runde ausschied. Zudem gelangte sie mit der 4-mal-400-Meter-Staffel bis in das Finale und belegte dort in 3:27,15 min den fünften Platz. Bei den World Athletics Relays 2021 im polnischen Chorzów belegte sie in 3:37,66 min den siebten Platz in der 4-mal-400-Meter-Staffel. Im August nahm sie an den Olympischen Sommerspielen in Tokio teil und schied dort mit neuem Landesrekord von 54,47 s im Halbfinale aus. Zudem belegte sie im Staffelbewerb mit Landesrekord von 3:23,96 min den siebten Platz.
2022 siegte sie in 55,45 s bei der Nacht van de Atletiek und anschließend schied sie bei den Weltmeisterschaften in Eugene mit 55,42 s im Halbfinale aus und belegte in der 4-mal-400-Meter-Staffel in 3:26,29 min im Finale den sechsten Platz. Daraufhin schied sie bei den Europameisterschaften in München mit 56,14 s im Semifinale über die Hürden aus. Auch bei en Europameisterschaften 2024 in Rom schied sie mit 55,24 s im Halbfinale aus, wie auch bei den Olympischen Sommerspielen im August in Paris mit 54,64 s. 
In den Jahren 2020 und 2022 wurde Couckuyt belgische Meisterin im 400-Meter-Hürdenlauf.

## Persönliche Bestzeiten
- 400 Meter: 52,98 s, 8. August 2020 in Brüssel
  - 400 Meter (Halle): 53,57 s, 20. Februar 2021 in Louvain-la-Neuve
- 400 m Hürden: 54,47 s, 2. August 2021 in Tokio